# Emiliano Martínez (fodboldspiller, født 1999)
 For den argentinske fodboldspiller, se Emiliano Martínez.
Emiliano Martínez Toranza (født 17. august 1999) er en uruguayansk professionel fodboldspiller, som spiller for Superliga-klubben FC Midtjylland og Uruguays landshold.

## Klubkarriere

### Tidlige karriere
Martínez begyndte sin karriere med Nacional, hvor han gjorde sin professionelle debut i september 2019. Han etablerede sig med det samme som en fast mand hos Nacional, og blev i 2020 sæsonen inkluderet på årets hold i Primera División Uruguaya.
Martínez skiftede i august 2021 til brasilianske Red Bull Bragantino.

### Midtjylland
Martínez skiftede i august 2022 til FC Midtjylland på en lejeaftale med en købsoption. Efter at have imponeret siden skiftet, annoncerede FCM i november 2022, at man ville tage købsoptionen, og han skiftede til klubben på en fast aftale.

## Landsholdskarriere
Martínez debuterede for Uruguays landshold den 15. juni 2023.

## Titler
Nacional
- Primera División Uruguaya: 2 (2019, 2020)

Midtjylland
- Superligaen: 1 (2023-24)

Individuelle
- Primera División Uruguaya Årets hold: 1 (2020)